# Reno 911!
Reno 911! é uma série de televisão norte-americana criada por Robert Ben Garant, Thomas Lennon e Kerri Kenney-Silver para o Comedy Central. É uma paródia no estilo mocumentário de programas policiais, especificamente Cops, com atores cômicos interpretando os policiais.
A série foi ao ar inicialmente de 2003 a 2009 no Comedy Central. Um revival estreou em 4 de maio de 2020, na plataforma de streaming Quibi, sendo renovada por mais uma temporada (a oitava no geral) em 3 de setembro de 2020. Quibi anunciou mais tarde em outubro de 2020 que não transmitiria a série. Segundo Niecy Nash, a nova temporada estrearia em outra plataforma, que mais tarde foi revelada ser The Roku Channel. Intitulada Defunded, estreou em 25 de fevereiro de 2022.

## Enredo
O programa é uma paródia direta de Cops, que acompanha policiais reais em suas tarefas diárias, como perseguir criminosos. Reno 911! apresenta membros do inepto "Departamento do Xerife de Reno", desempenhando suas funções de patrulhamento na cidade de Reno, Nevada, e no resto do Condado de Washoe. O programa possui humor politicamente incorreto, incluindo muitas piadas sobre orientação sexual, uso de drogas, estupro, pedofilia e transtorno mental. Outro aspecto cômico principal do programa é a incompetência dos policiais - muitas vezes resultando em serem enganados pelos criminosos.

## História

### Desenvolvimento
Nas palavras de Lennon, Reno 911! surgiu “através do desespero total”. Após o final de Viva Variety, escritores de The State trabalharam em uma série de pilotos para a Fox Broadcasting Company. Com metade do orçamento de um piloto não utilizado, a equipe perguntou se poderiam produzir outro e os executivos da Fox concordaram. Trabalhando rapidamente para tirar vantagem disso, Reno 911! foi concebido e filmado em cinco dias.
A Fox, no entanto, recusou o piloto concluído. Segundo Lennon, a decisão de não realizar a série foi influenciada por uma cena, preservada no eventual piloto do Comedy Central, envolvendo o tenente Dangle beijando um homem. Passaram-se mais dois anos antes que o Comedy Central aprovasse o projeto. Em 13 de agosto de 2009, Lennon anunciou através do Twitter que o programa havia encerrado após seis anos. Em resposta ao cancelamento, residentes e autoridades de Reno fizeram uma petição para continuá-lo.

### Revival
Em outubro de 2011, foi noticiado que os produtores estavam em negociações com o serviço de streaming Netflix para um revival. A principal razão pela qual os produtores queriam reviver o programa foi porque apenas 88 episódios foram produzidos, e eles gostariam de chegar aos 100. No entanto, na época, o Comedy Central, que ainda detinha os direitos, não havia se envolvido em nenhuma negociação. Além disso, Lennon e Garant foram vinculados a outros projetos.
Foi anunciado em 6 de dezembro de 2019 que a série seria revivida em 2020 na plataforma de streaming Quibi. O revival contou com o retorno dos criadores da série original Lennon, Garant e Kenney-Silver. Em um comunicado, Lennon disse: "Reno 911! ocupa um lugar especial em nossos corações, e será uma delícia reunir o elenco original novamente para um ‘re-boot’. Espero que Nick Swardson ainda consiga patinar. O formato curto de Quibi parece feito sob medida para o nosso programa."
As filmagens da sétima temporada começaram no início de 2020, com a equipe de produção sendo vista em Piru, Califórnia, em 23 de fevereiro. Em 10 de abril, foi anunciada a estreia para 4 de maio. Em 3 de setembro, o programa foi renovado para uma oitava temporada. Em 23 de outubro, foi anunciado que deixaria Quibi. A nova temporada, intitulada Defunded, fez sua estreia no The Roku Channel em 25 de fevereiro de 2022. Em 7 de setembro de 2023, foi noticiado que a série foi retirada do serviço.

## Episódios
| Temporada | Temporada          | Episódios          | Episódios          | Originalmente exibido   | Originalmente exibido   | Originalmente exibido |
| Temporada | Temporada          | Episódios          | Episódios          | Estreia da temporada    | Final da temporada      | Emissora              |
| --------- | ------------------ | ------------------ | ------------------ | ----------------------- | ----------------------- | --------------------- |
|           | 1                  | 14                 | 14                 | 23 de julho de 2003     | 20 de outubro de 2003   | Comedy Central        |
|           | 2                  | 16                 | 16                 | 9 de junho de 2004      | 22 de setembro de 2004  | Comedy Central        |
|           | 3                  | 13                 | 13                 | 14 de junho de 2005     | 6 de setembro de 2005   | Comedy Central        |
|           | 4                  | 14                 | 14                 | 9 de julho de 2006      | 13 de maio de 2007      | Comedy Central        |
|           | Miami              | Miami              | Miami              | 23 de fevereiro de 2007 | 23 de fevereiro de 2007 | Filme                 |
|           | 5                  | 16                 | 16                 | 16 de janeiro de 2008   | 10 de julho de 2008     | Comedy Central        |
|           | 6                  | 15                 | 15                 | 1 de abril de 2009      | 8 de julho de 2009      | Comedy Central        |
|           | 7                  | 25                 | 25                 | 4 de maio de 2020       | 7 de setembro de 2020   | Quibi                 |
|           | The Hunt for QAnon | The Hunt for QAnon | The Hunt for QAnon | 23 de dezembro de 2021  | 23 de dezembro de 2021  | Paramount+            |
|           | 8                  | 11                 | 11                 | 25 de fevereiro de 2022 | 25 de fevereiro de 2022 | The Roku Channel      |

## Elenco

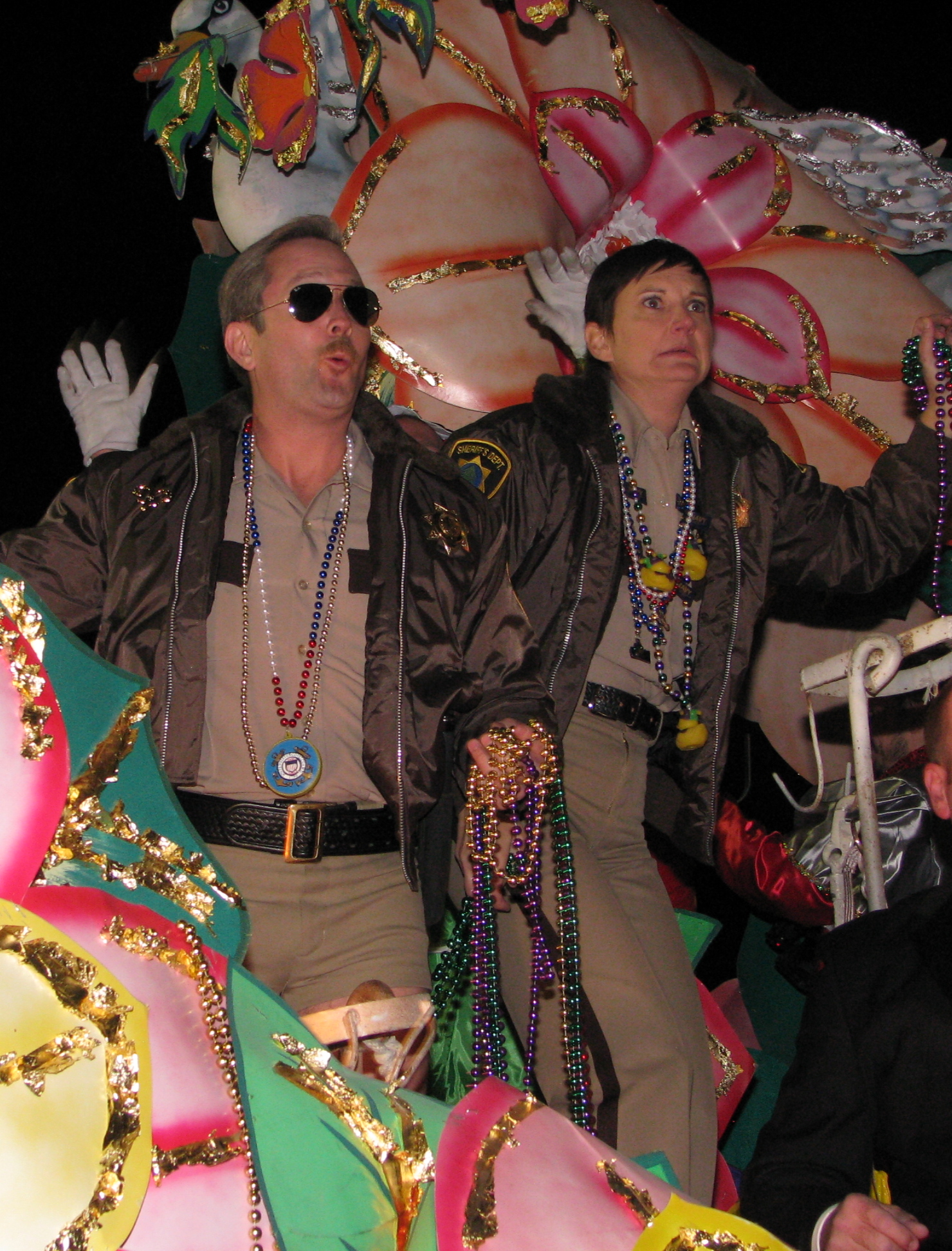
Lennon e Kenney-Silver caracterizados em seus personagens

| Ator                 | Elenco                | Temporadas | Temporadas | Temporadas | Temporadas | Temporadas | Temporadas | Temporadas | Temporadas |
| Ator                 | Elenco                | 1          | 2          | 3          | 4          | 5          | 6          | 7          | 8          |
| -------------------- | --------------------- | ---------- | ---------- | ---------- | ---------- | ---------- | ---------- | ---------- | ---------- |
| Thomas Lennon        | Tenente Jim Dangle    | P          | P          | P          | P          | P          | P          | P          | P          |
| Kerri Kenney-Silver  | Trudy Wiegel          | P          | P          | P          | P          | P          | P          | P          | P          |
| Cedric Yarbrough     | Sven Jones            | P          | P          | P          | P          | P          | P          | P          | P          |
| Carlos Alazraqui     | James Oswaldo Garcia  | P          | P          | P          | P          | P          |            | P          | P          |
| Wendi McLendon-Covey | Clementine Johnson    | P          | P          | P          | P          | P          |            | P          | P          |
| Niecy Nash           | Raineesha Williams    | P          | P          | P          | P          | P          | P          | P          | P          |
| Robert Ben Garant    | Travis Junior         | P          | P          | P          | P          | P          | P          | P          | P          |
| Mary Birdsong        | Cherisha Kimball      |            |            | P          | P          | P          |            | P          | P          |
| Ian Roberts          | Sargento Jack Declan  |            |            |            |            |            | P          | P          | P          |
| Joe Lo Truglio       | Frank Salvatore Rizzo |            |            |            |            |            | P          | P          | P          |

## Prêmios e indicações
| Ano  | Prêmio                            | Categoria                                       | Nomeado(s)                                                                                             | Resultado | Ref.   |
| ---- | --------------------------------- | ----------------------------------------------- | --- | --------- | ------ |
| 2004 | GLAAD Media Awards                | Melhor Série de Comédia                         | Reno 911!                                                                                              | Indicado  |        |
| 2010 | Gracie Awards                     | Melhor Atriz Coadjuvante em Série de Comédia    | Niecy Nash                                                                                             | Venceu    | [ 17 ] |
| 2020 | Primetime Emmy Awards             | Melhor Série Curta de Comédia ou Drama          | Thomas Lennon, Robert Ben Garant, Kerri Kenney-Silver, John Landgraf, Peter Principato e David Lincoln | Indicado  | [ 18 ] |
| 2020 | Primetime Emmy Awards             | Melhor Atriz em Série Curta de Comédia ou Drama | Kerri Kenney-Silver                                                                                    | Indicado  | [ 18 ] |
| 2021 | Critics' Choice Television Awards | Melhor Série Curta                              | Reno 911!                                                                                              | Indicado  | [ 19 ] |
| 2021 | Primetime Emmy Awards             | Melhor Série Curta de Comédia ou Drama          | Thomas Lennon, Robert Ben Garant, Kerri Kenney-Silver, John Landgraf, Peter Principato e David Lincoln | Indicado  | [ 18 ] |
| 2021 | Primetime Emmy Awards             | Melhor Atriz em Série Curta de Comédia ou Drama | Kerri Kenney-Silver                                                                                    | Indicado  | [ 18 ] |

## Filmes
A série gerou um filme lançado em 2007. No filme, os policiais são chamados para salvar o dia após um ataque terrorista em uma convenção da polícia em Miami. Em dezembro de 2017, Nash disse que outro filme estava em andamento.
Em 23 de dezembro de 2021, Reno 911! The Hunt for QAnon foi lançado na Paramount+. O filme envolve os policiais do Departamento do Xerife de Reno enquanto eles caçam Q, o responsável por todas as conspirações QAnon.
Em 28 de outubro de 2022, um terceiro filme foi anunciado para ser lançado no Comedy Central. Um filme de Natal intitulado Reno 911! It's a Wonderful Heist, estreou em 3 de dezembro de 2022.